# Церква Архангела Михаїла (Фричка)
Церква Архангела Михаїла — український дерев'яний храм, виконаний у стилі лемківського дерев'яного будівництва. Збудована 1829 року, нині має статус пам'ятки архітектури Словаччини національного значення. Розташований у селі Фричка на Бардейовщині (Пряшівщина). Церква розташована у центрі села.
За свою історію церква переживала декілька реконструкцій, зокрема у 1933 та 1971 роках. Посвячена на честь святого архистратига Михаїла і нині перебуває у юрисдикції Пряшівської архієпархії Словацької греко-католицької церкви.
З погляду типології це є лемківський храм, що складається з трьох частин: вівтаря, нави і бабинця. Об'єкт стоїть на кам'яних підвалинах і майже повністю оббитий ґонтом, і лише трохи — дошками.

## Архітектура
В архітектурному плані церква є тридільною, тринавною та має дві вежі, увінчаними хрестами. Церква споруджена на кам'яному фундаменті.
Домінантою західної сторони є масивна вежа, розташована над бабинцем, із трьома дзвонами, найстаріший з яких походить із 1697 року і виготовлений у майстерні дзвонаря М. Шнайдера з міста Кошиці.
Розписи стелі над святилищем походять з 20 століття.

## Іконостас
У церкві є дерев'яний іконостас, що датується кінцем 18 - початком 19 століття. Іконостас має 5 ярусів